# Paulus Niavis
Paulus Niavis, latinisiert aus Paul Schneevogel (* um 1460 in Eger, Länder der Böhmischen Krone; † 1517 in Bautzen), war ein deutscher Humanist, Pädagoge, Schriftsteller und Beamter.

## Leben
Geboren im böhmischen Eger (heute Cheb), verbrachte er seine Schulzeit (zumindest teilweise) in Plauen im Vogtland. Er studierte ab 1475 in Ingolstadt und ab 1479 in Leipzig, wo er 1481 den Magistergrad erwarb.
Anschließend wurde er als Schulmeister nach Halle (Saale) und als Rektor nach Chemnitz an die städtische Lateinschule berufen. Im Jahre 1490 wurde er Stadtschreiber in Zittau, 1497 übernahm er dieselbe Funktion in Bautzen. Zwischen 1508 und 1514 saß er im dortigen Rat. Aus einer Chronik von 1518 geht hervor, dass er wahrscheinlich 1517 in Bautzen verstorben war.

## Wirken
Als Pädagoge interessierte Niavis sich vor allem dafür, seinen jugendlichen wie erwachsenen Schülern möglichst schnell aktive lateinische Sprachkompetenz zu vermitteln, statt sie erst jahrelang grammatische Regeln auswendiglernen zu lassen. Zu diesem Zweck entwickelte er auf der Basis früherer Formelbücher lebensnahe Dialoge, die exemplarisch die Lebenswirklichkeit von Scholaren, Studenten und Novizen des ausgehenden 15. Jahrhunderts zur Sprache bringen. Mit seiner konsequent szenischen Gestaltung dieser Dialoge gilt Niavis als Begründer der Gattung lateinischer Schülergesprächsbücher. Seine ersten Nachfolger darin waren die Schlesier Andreas Hündern und Laurentius Corvinus.
Ebenfalls im Dienste der Vermittlung aktiver Sprachkompetenz standen zwei literarische Werke, die Niavis als Übersetzung bzw. Gestaltung volkssprachiger Stoffe präsentierte: die satirische Kontroverse Iudicium Iovis, die als erstes literarisches Werk über den Bergbau im Erzgebirge gilt, sowie die Historia occisorum in Culm, eine Räubergeschichte aus Schneevogels Heimat bei Eger.
Neben den eigenen Schriften gab Niavis auch Texte von Platon, Lukian, Cicero, Basilius dem Großen, Buonaccorso und Maffeo Vegio in lateinischer Sprache heraus. Die Drucke der wenigsten seiner Werke sind datiert, werden aber im Allgemeinen in die 1480er Jahre gelegt.

## Werke
- Thesaurus eloquencie
- Latinum ydeoma pro novellis studentibus
- Latinum ydeoma pro parvulis editum
- Dialogs, in quo litterarum studiosus cum beano loquitur
- Latinum ydeoma pro scholaribus adhuc particularia frequentantibus
- Latinum ydeoma pro noviciis in religionibus constitutis
- Elegancie latinitatis
- Epistolae breves
- Epistolae mediocres
- Epistolae longiores
- Colores rethorice discipline
- Declamatio de conceptione intemerate virginis Marie
- Iudicium Iovis in valle amenitatis habitum
- Historia occisorum in Culm